# Nell Shipman
Pour les articles homonymes, voir Shipman.
Nell Shipman est une actrice, scénariste, réalisatrice, productrice et monteuse canadienne née Helen Foster-Barham le 25 octobre 1892 à Victoria (Canada), décédée le 23 janvier 1970 à Cabazon (Californie).
Elle est surtout connue pour ses rôles dans des films inspirés d'œuvres de James Oliver Curwood, où elle jouait des femmes de caractère. En 1919, elle fut la vedette du plus gros succès du cinéma muet canadien, L'Instinct qui veille (Back to God's Country), coproduit par Curwood et son premier mari Ernest Shipman (1871-1931). Dans ce film, elle avait une des premières scènes de nu de l'histoire.

## Biographie
Née en 1892,, elle devient actrice dès 13 ans, dans une compagnie de théâtre ambulant. Elle épouse à 18 ans un promoteur de théâtre canadien, Ernest Shipman. Son premier rôle de vedette au cinéma dans un film important est dans le film muet God's Country and the Woman diffusé en 1916, un succès. En 1919, elle est l'interprète principale d'un autre film, Back to God's Country, le plus grand succès d'un film muet au Canada, dont elle a aussi écrit le scénario,. Dans ce film, elle interprète une des premières scènes de nu de l'histoire qui soit jouée par une actrice de renommée. Son personnage est une femme héroïque et indépendante. Elle devient l'actrice principale, la scénariste et la réalisatrice d'une série de films d'extérieurs inspirés des romans de James Oliver Curwood. Elle fonde ensuite une compagnie de production aux États-Unis. Pendant plusieurs décennies, elle est l'unique femme à exercer comme cinéaste au Canada.

## Filmographie

### Comme actrice
- 1913 : The Ball of Yarn

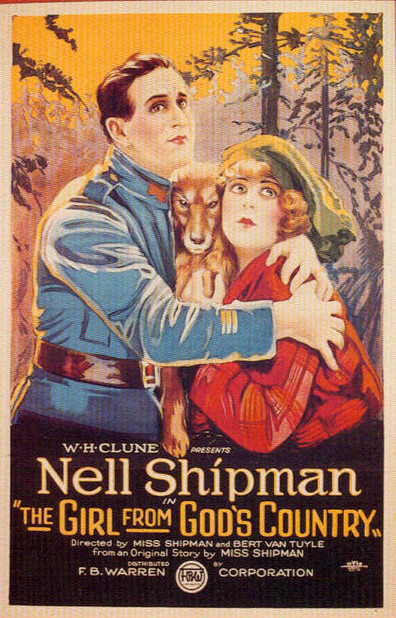
Nell Shipman à l'affiche de The Girl from God's Country (1921).

- 1916 : La Loi de la forêt (God's Country and the Woman) : Josephine Adare
- 1916 : The Melody of Love
- 1916 : The Fires of Conscience : Nell Blythe
- 1916 : Through the Wall : Alice Kittredge
- 1917 : The Black Wolf : Dona Isabel
- 1918 : The Wild Strain : Winifred Hollywood
- 1918 : Cavanaugh of the Forest Rangers : Virginia Wetherford
- 1918 : The Home Trail : Clara
- 1918 : The Girl from Beyond : Cynthia Stewart
- 1918 : Baree, Son of Kazan : Nepeese
- 1918 : A Gentleman's Agreement : Theresa Kane
- 1919 : L'Instinct qui veille (Back to God's Country) : Dolores LeBeau
- 1920 : Something New : A Young Woman Writer
- 1921 : A Bear, a Boy and a Dog : Rich woman who gives reward, back to camera
- 1921 : The Girl from God's Country : Neeka Le Mort / Marion Carslake
- 1923 : The Grub Stake : Faith Diggs
- 1924 : Trail of the North Wind
- 1926 : The Light on Lookout Mountain : Dreena
- 1926 : Wolf's Brush
- 1926 : White Waters : Dreena
- 1926 : Day Dreams

### comme scénariste
- 1926 : White Waters
- 1915 : Under the Crescent de Burton L. King
- 1920 : Something New
- 1921 : A Bear, a Boy and a Dog
- 1921 : The Girl from God's Country

### comme réalisatrice
- 1920 : Something New
- 1921 : The Girl from God's Country
- 1923 : The Grub Stake
- 1924 : Trail of the North Wind
- 1926 : The Light on Lookout Mountain

### comme productrice
- 1920 : Something New
- 1921 : A Bear, a Boy and a Dog
- 1923 : The Grub Stake
- 1924 : Trail of the North Wind
- 1926 : The Light on Lookout Mountain

### comme monteuse
- 1921 : A Bear, a Boy and a Dog